# Semidalis guineana
Semidalis guineana is een insect uit de familie van de dwerggaasvliegen (Coniopterygidae), die tot de orde netvleugeligen (Neuroptera) behoort. 
De wetenschappelijke naam Semidalis guineana is voor het eerst geldig gepubliceerd door Monserrat in 1989.